# Мареско, Арман Самюэль де
Арман Самюэль де Мареско (фр. Armand Samuel de Marescot; 1 марта 1758, Тур — 25 декабря 1832, Saint-Quentin-lès-Troo) — маркиз, первый генеральный инспектор инженеров (с 6 июля 1804 года по 4 сентября 1808 года), дивизионный генерал (с 8 ноября 1794 года).

## Биография
Арман Самюэль де Мареско родился 1 марта 1758 года в Туре; воспитывался в Лафлешском и Парижском военных училищах и 13 января 1784 года выпущен лейтенантом инженерного корпуса.
Участвовал в революционных войнах на севере Франции. В чине капитана находился в Лилле и привёл укрепления его в оборонительное положение. Эту крепость ему пришлось защищать против австрийцев в 1792 году, тогда Мареско был ранен.
До 1793 года Мареско сражался, под началом Дюмурье, участвовал в деле под Неервинденом, а затем был командирован к армии, осаждавшей Тулон, и здесь устройством батальона рабочих положил начало сапёрным войскам. Здесь же Мареско коротко познакомился с Наполеоном, тогда артиллерийским полковником Бонапарте.
В 1794 году Мареско участвовал в обороне Мобежа, затем в осаде Шарлеруа. После взятия Шарлеруа за успешные действия против крепости Ландреси, павшей через семь дней после открытия атаки, Мареско был произведён в полковники, за осады Кенуа, Валансьена и Конде — в бригадные, а за взятие Маастрихта — в дивизионные генералы.
В 1795 году Мареско находился при армии в Восточных Пиренеях, где разрушил форт Фуэнтаррабию. В 1796 году Мареско участвовал в обороне крепости Ландау, в 1799 году был назначен комендантом Майнца.
Став первым консулом, Бонапарт назначил Мареско инспектором инженерного корпуса. Мареско сопровождал Наполеона в его походе в Италию и руководил переходом французской армии через перевал Сент-Бернар.
После победы при Маренго Мареско руководил возведением укреплений в Бельгии и 2 февраля 1805 года был награждён орденом Почётного легиона.
В кампании 1805 года в Австрии Мареско командовал инженерными войсками действующей армии и принимал участие в генеральном сражении при Аустерлице.
В 1808 году, инспектируя крепости Пиренейской линии и занятые французами в Испании и находясь при корпусе генерала Дюпона, Мареско после неудачного дела при Байлене подписал капитуляцию, за что был лишён чинов и орденов, провёл три года в заключении, после чего до восшествия на французский престол Бурбонов оставался в ссылке в Туре.
Людовик XVIII вернул Мареско все прежние чины и отличия вместе с должностью генерал-инспектора инженерной части и назначил начальником 20-й дивизии.
За разработку проекта обороны французских границ Мареско был награждён орденом св. Людовика и званием маркиза и пэра.
Во время «Ста дней» Мареско не пошёл на службу к Наполеону, однако при возвращении Бурбонов был отправлен в отставку.
Арман Самюэль де Мареско умер в Montoire-sur-le-Loir в 25 декабря 1832 года.